# Houghton Mill
De Houghton Mill is een watermolen in Houghton in het Engelse graafschap Cambridgeshire, in het oosten van Engeland. De watermolen ligt op een eiland in de rivier de Great Ouse.

## Geschiedenis

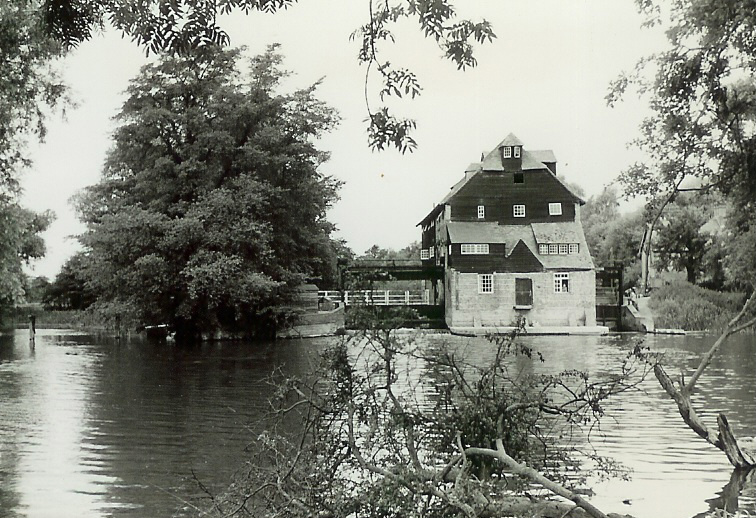
Houghton Mill in 1966

In het verleden hebben hier verschillende molens gestaan; de eerste dateerde van 969. In de Middeleeuwen was de molen in het bezit van de nabijgelegen Benedictijnse Abdij, en de omwonende boeren waren onder het "heerlijk recht" van de abdij verplicht hun koren in de molen te laten malen — en daarvoor te betalen met een deel van het meel. Toen de abt in 1500 het rivierwater omleidde om de molen van voldoende water te voorzien, kwam het naburige dorp onder water te staan. Dit leidde tot onlusten, en vijftien jaar later kregen de dorpelingen toestemming in tijden van nood de afdamming te verwijderen.
In de zestiende eeuw werden de kloosters en vergelijkbare religieuze instellingen opgeheven, en Houghton Mill verviel aan de Engelse Kroon.
De bekendste molenaar is de rijke negentiende-eeuwse Quaker Potto Brown geweest, die zo vroom was dat hij zijn kasboeken meenam naar de bidstonden van zijn familie om zijn Schepper verslag uit te brengen over de vorderingen die hij nog uit had staan. Na zijn dood werd voor hem een bronzen buste opgericht.

## Het huidige gebouw
De huidige molen is grotendeels van hout, en werd gebouwd in de 17e eeuw, en uitgebreid tot in de 19e eeuw. In de jaren dertig van de 20e eeuw werd hij buiten bedrijf gesteld. Nadat omwonenden het gebouw hadden gekocht, schonken zij het aan de National Trust om het monument te bewaren voor de toekomst. Na de oorlog was er een jeugdherberg in de molen gevestigd, een van de weinige in Engeland waarin, vanwege het brandgevaar, niet gerookt mocht worden.
In 1999 installeerde de National Trust nieuwe molenstenen. De molen maalt tot op de dag van vandaag graan, en is een centrum voor toerisme. In de buurt is kampeergelegenheid.